# Кизанс
Кизанс (фр. Cuzance) насеље је и општина у јужној Француској у региону Миди Пирене, у департману Лот која припада префектури Гурдон.
По подацима из 2011. године у општини је живело 568 становника, а густина насељености је износила 19,1 становника/km². Општина се простире на површини од 29,74 km². Налази се на средњој надморској висини од 233 метара (максималној 326 m, а минималној 195 m).

## Демографија
| 1962. | 1968. | 1975. | 1982. | 1990. | 1999. | 2011. |
| ----- | ----- | ----- | ----- | ----- | ----- | ----- |
| 415   | 417   | 377   | 392   | 375   | 372   | 568   |

График промене броја становника у току последњих година